# リングフラッシュ

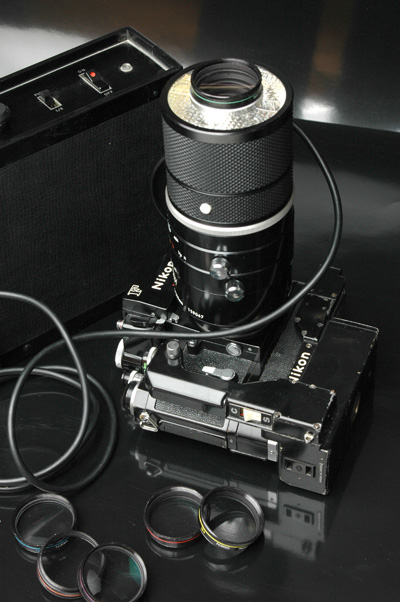
メディカルニッコール200mmF5.6

リングフラッシュとは、マクロ撮影において、被写体の影が写りこむことを避けるための、リング状のエレクトロニックフラッシュ。マクロ撮影用ゆえ光量は小さい。
ニコンのメディカルニッコールのように、マクロレンズの前玉部分に内蔵している製品もあるが、オリンパスやサンパックのように単体のリングフラッシュをレンズに取り付ける製品が多い。
最近の製品、例えば現行製品（2007年）であるオリンパスやサンパックのリングフラッシュはTTL自動調光が実現されており、クリップオンフラッシュ型の調光部＋電源をシューに取り付けるようになっている。
代表機種
キヤノン マクロリングライトMR-14EX II
オリンパス リングフラッシュセット SRF-11
ソニーリングライト HVL-RL1
ニッシンデジタルマクロ MF18